# Egina (isola)
Egìna (in greco  Αίγινα?) è un'isola (87,41 km², 13550 abitanti) della Grecia situata nel golfo Saronico, distante 50 km da Atene e il cui capoluogo è la città omonima.

## Storia antica
Secondo il mito, l'isola deve il suo nome a quello della madre di Eaco, Egina appunto, che qui nacque e governò l'isola.
Secondo Erodoto, Egina era una colonia della città di Epidauro, un prospero centro di culto per il semidio Asclepio, situato sulla costa del Peloponnesoː questa città era un'importante roccaforte di Micene e i manufatti scoperti ad Egina hanno stabilito che la cultura di Micene sopravvisse sull'isola molto tempo dopo l'invasione dorica del XII secolo a.C. che la soppiantò. La favorevole posizione dell'isola ne fece, comunque, ben presto una delle prime città mercantili marittime della Grecia antica.
Egina fu la prima città ellenica a battere moneta e una delle maggiori rivali di Atene, secondo Erodoto per una faida che coinvolgeva le statue di due divinità, anche se è più probabile che la città continentale sia diventata invidiosa della prosperità della città dell'isola e, inoltre, preoccupata per i loro commerci con la Persia. Infine, Atene avrebbe occupato Egina verso la metà del V secolo a.C., dopo che gli isolani, al culmine della loro prosperità, avevano eretto il tempio di Afaia, degli inizi del V secolo a.C.

## Economia
L'economia dell'isola si basa sull'attività peschiera, l'agricoltura (grano, pistacchi, fichi, olio e vino), produzione ceramica e sul turismo. In particolare, il pistacchio occupa un posto di rilievo nell'economia dell'isola, che è diventata una dei più grandi produttori, dopo l'introduzione avvenuta nel corso del Novecento. Annualmente si celebra un festival dedicato al pistacchio e i negozi dell'isola offrono una gamma estremamente diversificata di prodotti basati sul pistacchio.

## Collegamenti
L'approdo principale si trova nella località omonima collegata più volte al giorno con Il Pireo (40 minuti in aliscafo o 1 ora con la nave traghetto), con la prospiciente isola di Angistri e con Poros.

## Galleria d'immagini

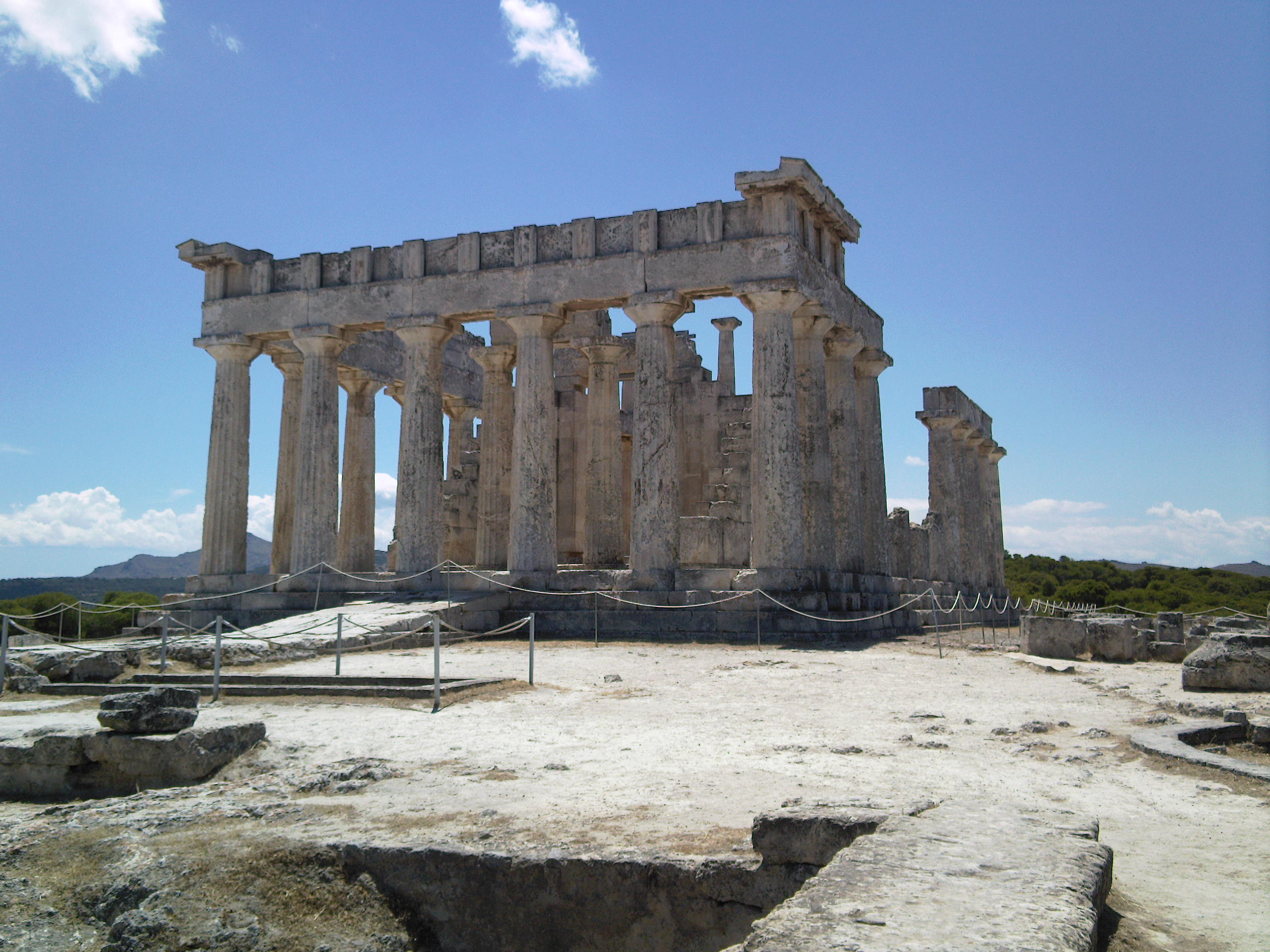
Il tempio di Afaia
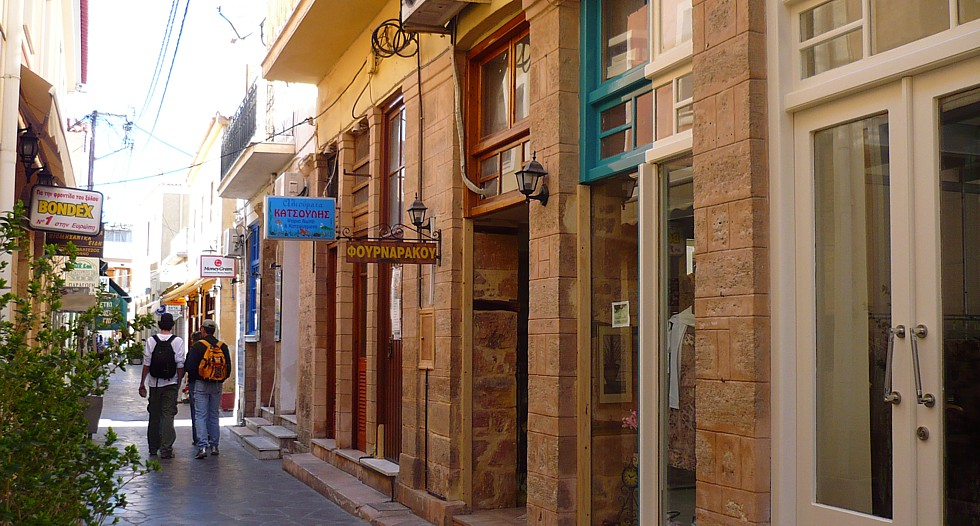
Via pavimentata in pietra nel centro storico di Egina